# Almah (album)
Pour les articles homonymes, voir Almah (homonymie).
Albums de Almah
Fragile Equality
(2008)
Almah est le premier album du groupe brésilien Almah.

## Liste des morceaux
| No  | Titre               | Durée |
| --- | ------------------- | ----- |
| 1.  | King                | 4:11  |
| 2.  | Take Back You Spell | 3:15  |
| 3.  | Forgotten Land      | 4:08  |
| 4.  | Scary Zone          | 4:24  |
| 5.  | Children Of Lies    | 4:37  |
| 6.  | Break All The Welds | 2:14  |
| 7.  | Golden Empire       | 3:52  |
| 8.  | Primitive Chaos     | 3:15  |
| 9.  | Breathe             | 3:08  |
| 10. | Box Of Illusion     | 3:33  |
| 11. | Almah               | 5:34  |

## Formation
- Edu Falaschi (chant)
- Emppu Vuorinen (guitare)
- Lauri Porra (basse)

## Invités
- Mike Stone (guitare – Queensrÿche)
- Edu Ardanuy (guitare – Dr. Sin)
- Sizão Machado (basse – Tom Jobim, Chico Buarque, etc.)